# Ambasada Boliwii w Berlinie
Ambasada Boliwii w Berlinie – misja dyplomatyczna Wielonarodowego Państwa Boliwia w Republice Federalnej Niemiec.
Ambasador Boliwii w Berlinie oprócz Republiki Federalnej Niemiec akredytowany jest również w Rzeczypospolitej Polskiej, Rumunii i w Konfederacji Szwajcarskiej.

## Historia
W 1825 Wolne i Hanzeatyckie Miasto Hamburg jako pierwsze państwo na świecie uznało niepodległość Boliwii. W 1874 Boliwia mianowała przedstawiciela dyplomatycznego w Niemczech. Boliwia dwukrotnie zrywała stosunki dyplomatyczne z Niemcami: w 1917 i w 1942.
Po raz kolejny Boliwia nawiązała stosunki z Republiką Federalną Niemiec w grudniu 1952. W 1956 otwarto boliwijską misję dyplomatyczną w Bonn. W 1973 nawiązano stosunki z Niemiecką Republiką Demokratyczną.